# Иоанну, Михалис
Михалис Иоанну (греч. Μιχάλης Ιωάννου; 30 июня 2000, Ларнака, Кипр) — кипрский футболист, полузащитник клуба «Анортосис» и сборной Кипра.

## Биография

### Клубная карьера
На профессиональном уровне дебютировал в составе клуба «Анортосис» 20 мая 2017 года в матче чемпионата Кипра против АЕК Ларнака, в котором вышел на замену на 85-й минуте вместо Карлитуша.

### Карьера в сборной
Впервые был вызван в сборную Кипра в июне 2019 года на матчи отборочного турнира чемпионата Европы 2020 со сборными Шотландии и России. 8 июня дебютировал за сборную в матче против Шотландии, в котором был заменён на 66-й минуте.